# Championnat du monde de Formule 1 2001
Navigation
2000 2002
Le championnat du monde de Formule 1 2001 est remporté par l'Allemand Michael Schumacher sur Ferrari. Ferrari remporte également le championnat du monde des constructeurs.
Michael Schumacher égale ou améliore plusieurs records au volant de sa Ferrari F2001. Il remporte neuf victoires et monte quatorze fois sur le podium. Il est sacré dès la treizième des dix-sept courses de la saison, au Grand Prix de Hongrie le 19 août, et marque 123 points. Il porte le record mondial de victoires à 53, détrônant Alain Prost. Il égale aussi le Français en remportant son quatrième titre mondial. Ferrari est champion du monde pour la onzième fois.
Seules les McLaren-Mercedes de Mika Häkkinen et David Coulthard et les Williams-BMW de Ralf Schumacher et Juan Pablo Montoya rivalisent avec les Ferrari. Häkkinen remporte les deux derniers Grands Prix de sa carrière sur les circuits de Silverstone et d'Indianapolis. Coulthard gagne au Brésil et en Autriche. Ralf Schumacher obtient sa première victoire à Imola puis récidive devant son frère aîné à Montréal pour un podium inédit dans l'histoire de la Formule 1. Juan Pablo Montoya inaugure également son palmarès, à Monza. Mika Häkkinen, double champion du monde en 1998 et 1999 et vice-champion en 2000, met un terme à sa carrière en Formule 1 à la fin de la saison.

## Repères

### Pilotes
Débuts en tant que pilote-titulaire : 
- Kimi Räikkönen chez Sauber.
- Juan Pablo Montoya chez Williams.
- Enrique Bernoldi chez Arrows.
- Alex Yoong chez Minardi à partir du Grand Prix d'Italie en remplacement de Tarso Marques limogé.
- Fernando Alonso chez Minardi.
- Tomáš Enge chez Prost pour remplacer Luciano Burti blessé pour la fin de la saison à partir du Grand Prix d'Italie.

 Transferts : 
- Jenson Button quitte Williams pour Benetton.
- Olivier Panis quitte son poste de pilote essayeur chez McLaren pour BAR.
- Nick Heidfeld quitte Prost pour Sauber.
- Gaston Mazzacane quitte Minardi pour Prost. Il est remplacé par Luciano Burti à partir du Grand Prix de Saint-Marin.
- Ricardo Zonta quitte British American Racing pour devenir le pilote de réserve Jordan.

- Alexander Wurz quitte Benetton pour devenir pilote de réserve McLaren.
- Marc Gené quitte Minardi pour devenir pilote de réserve Williams.
- Pedro de la Rosa quitte Arrows pour devenir pilote de réserve Prost.

 Retrait : 
- Johnny Herbert quitte Jaguar pour devenir pilote de réserve Arrows (161 GP, 98 points, 3 victoires et 7 podiums entre 1989 et 2000).
- Pedro Diniz (98 GP et 10 points entre 1995 et 2000).

 Retour : 
- Tarso Marques (11 GP en 1996 et 1997) chez Minardi. Il sera remplacé par Alex Yoong à partir du Grand Prix d'Italie.

 Transferts en cours de saison : 
- Heinz-Harald Frentzen transféré de Jordan à Prost à partir du Grand Prix de Hongrie pour remplacer Jean Alesi limogé.
- Jean Alesi transféré de Prost à Jordan à partir du Grand Prix de Hongrie pour remplacer Heinz-Harald Frentzen limogé.
- Luciano Burti transféré de Jaguar à Prost à partir du Grand Prix de Saint-Marin pour remplacer Gaston Mazzacane limogé.

 Retours en cours de saison : 
- Ricardo Zonta (29 GP et 3 points en 1999 et 2000) titulaire chez Jordan pour les Grands Prix du Canada et d'Allemagne pour suppléer l'absence de Heinz-Harald Frentzen blessé puis limogé.
- Pedro de la Rosa (33 GP et 3 points en 1999 et 2000) titulaire chez Jaguar à partir du Grand Prix de Saint-Marin à la suite du départ de Luciano Burti chez Prost.

### Écuries
- Fournitures de moteurs Asiatech pour l'écurie Arrows.
- Fournitures de moteurs Honda pour l'écurie Jordan.
- Fournitures de moteurs Acer pour l'écurie Prost.

## Règlement sportif: les nouveautés
- Une pause est instaurée dans le calendrier. Au soir du Grand Prix d'Allemagne (29 juillet), les écuries doivent rejoindre leur base et ne peuvent pas faire rouler leurs monoplaces jusqu'au début du Grand Prix de Hongrie le 17 août.
- Une séance d'essai de roulage en configuration de course (warm-up) est organisée le dimanche matin, de 09h30 à 10h00.
- Quota de pneus alloué par week-end : retour aux 40 pneus « sec » (et non plus 32), 28 « pluie ».
- Les essais sont désormais interdits le lundi suivant un GP sur un circuit où aura lieu un prochain Grand Prix.

## Règlement technique (nouveautés en caractères gras)
- Moteur atmosphérique 4 temps, architecture V10 de 3 000 cm³ de cylindrée obligatoire.
- Autorisation des systèmes d'antipatinage.
- Crash-test plus sévère qu'en 2000.
- Nouveau renforcement de la structure antitonneau (arceau de sécurité).
- Nouvelle augmentation des dimensions du cockpit.
- Rembourrage de 2,5 cm d'épaisseur autour des jambes du pilote.
- Baquet solidaire du pilote avec fixations standardisées pour pouvoir utiliser des outils standard de désincarcération.
- Aileron avant rehaussé de 5 cm.
- Diamètre des pneus pluie augmenté d'1 cm (pour limiter l'aquaplaning).
- Système de retenue des roues par 2 câbles (et non plus un seul).

## Pilotes et monoplaces
| Écurie                      | Constructeur | Châssis | Moteur            | Pneus | no | Pilotes               | Courses   | Pilotes d'essais et de réserve                              |
| --------------------------- | ------------ | ------- | ----------------- | ----- | -- | --------------------- | --------- | ----------------------------------------------------------- |
| Scuderia Ferrari Marlboro   | Ferrari      | F2001   | Ferrari V10       | B     | 1  | Michael Schumacher    | Toutes    | Luca Badoer                                                 |
| Scuderia Ferrari Marlboro   | Ferrari      | F2001   | Ferrari V10       | B     | 2  | Rubens Barrichello    | Toutes    | Luca Badoer                                                 |
| West McLaren Mercedes       | McLaren      | MP4-16  | Mercedes V10      | B     | 3  | Mika Häkkinen         | Toutes    | Alexander Wurz                                              |
| West McLaren Mercedes       | McLaren      | MP4-16  | Mercedes V10      | B     | 4  | David Coulthard       | Toutes    | Alexander Wurz                                              |
| BMW Williams F1 Team        | Williams     | FW23    | BMW P80 V10       | M     | 5  | Ralf Schumacher       | Toutes    | Marc Gené                                                   |
| BMW Williams F1 Team        | Williams     | FW23    | BMW P80 V10       | M     | 6  | Juan Pablo Montoya    | Toutes    | Marc Gené                                                   |
| Mild Seven Benetton Renault | Benetton     | B201    | Renault V10       | M     | 7  | Giancarlo Fisichella  | Toutes    | Mark Webber                                                 |
| Mild Seven Benetton Renault | Benetton     | B201    | Renault V10       | M     | 8  | Jenson Button         | Toutes    | Mark Webber                                                 |
| Lucky Strike BAR Honda      | BAR          | 003     | Honda V10         | B     | 9  | Olivier Panis         | Toutes    | Anthony Davidson Darren Manning Patrick Lemarié Takuma Satō |
| Lucky Strike BAR Honda      | BAR          | 003     | Honda V10         | B     | 10 | Jacques Villeneuve    | Toutes    | Anthony Davidson Darren Manning Patrick Lemarié Takuma Satō |
| B&H Jordan Honda            | Jordan       | EJ11    | Honda V10         | B     | 11 | Heinz-Harald Frentzen | 1-7, 9-11 | Ricardo Zonta                                               |
| B&H Jordan Honda            | Jordan       | EJ11    | Honda V10         | B     | 11 | Ricardo Zonta         | 8, 12     | Ricardo Zonta                                               |
| B&H Jordan Honda            | Jordan       | EJ11    | Honda V10         | B     | 11 | Jarno Trulli          | 13-17     | Ricardo Zonta                                               |
| B&H Jordan Honda            | Jordan       | EJ11    | Honda V10         | B     | 12 | Jarno Trulli          | 1-12      | Ricardo Zonta                                               |
| B&H Jordan Honda            | Jordan       | EJ11    | Honda V10         | B     | 12 | Jean Alesi            | 13-17     | Ricardo Zonta                                               |
| Orange Arrows Asiatech      | Arrows       | A22     | Asiatech V10      | B     | 14 | Jos Verstappen        | Toutes    | Johnny Herbert                                              |
| Orange Arrows Asiatech      | Arrows       | A22     | Asiatech V10      | B     | 15 | Enrique Bernoldi      | Toutes    | Johnny Herbert                                              |
| Red Bull Sauber Petronas    | Sauber       | C20     | Petronas V10      | B     | 16 | Nick Heidfeld         | Toutes    | Felipe Massa                                                |
| Red Bull Sauber Petronas    | Sauber       | C20     | Petronas V10      | B     | 17 | Kimi Räikkönen        | Toutes    | Felipe Massa                                                |
| Jaguar Racing               | Jaguar       | R2      | Ford Cosworth V10 | M     | 18 | Eddie Irvine          | Toutes    | Tomas Scheckter Narain Karthikeyan                          |
| Jaguar Racing               | Jaguar       | R2      | Ford Cosworth V10 | M     | 19 | Luciano Burti         | 1-4       | Tomas Scheckter Narain Karthikeyan                          |
| Jaguar Racing               | Jaguar       | R2      | Ford Cosworth V10 | M     | 19 | Pedro de la Rosa      | 5-17      | Tomas Scheckter Narain Karthikeyan                          |
| European Minardi F1         | Minardi      | PS01    | European V10      | M     | 20 | Tarso Marques         | 1-14      | Alex Yoong Matteo Bobbi Andrea Piccini                      |
| European Minardi F1         | Minardi      | PS01    | European V10      | M     | 20 | Alex Yoong            | 15-17     | Alex Yoong Matteo Bobbi Andrea Piccini                      |
| European Minardi F1         | Minardi      | PS01    | European V10      | M     | 21 | Fernando Alonso       | Toutes    | Alex Yoong Matteo Bobbi Andrea Piccini                      |
| Prost Acer                  | Prost        | AP04    | Acer V10          | M     | 22 | Jean Alesi            | 1-12      | Stéphane Sarrazin Pedro de la Rosa Jonathan Cochet          |
| Prost Acer                  | Prost        | AP04    | Acer V10          | M     | 22 | Heinz-Harald Frentzen | 13-17     | Stéphane Sarrazin Pedro de la Rosa Jonathan Cochet          |
| Prost Acer                  | Prost        | AP04    | Acer V10          | M     | 23 | Gaston Mazzacane      | 1-4       | Stéphane Sarrazin Pedro de la Rosa Jonathan Cochet          |
| Prost Acer                  | Prost        | AP04    | Acer V10          | M     | 23 | Luciano Burti         | 5-14      | Stéphane Sarrazin Pedro de la Rosa Jonathan Cochet          |
| Prost Acer                  | Prost        | AP04    | Acer V10          | M     | 23 | Tomáš Enge            | 15-17     | Stéphane Sarrazin Pedro de la Rosa Jonathan Cochet          |

## Grands Prix de la saison 2001
| no  | Date         | Grand Prix                    | Lieu              | Vainqueur          | Écurie           | Pole position      | Record du tour     | Résumé |
| --- | ------------ | ----------------------------- | ----------------- | ------------------ | ---------------- | ------------------ | ------------------ | ------ |
| 664 | 4 mars       | Grand Prix d'Australie        | Melbourne         | Michael Schumacher | Ferrari          | Michael Schumacher | Michael Schumacher | Résumé |
| 665 | 18 mars      | Grand Prix de Malaisie        | Sepang            | Michael Schumacher | Ferrari          | Michael Schumacher | Mika Häkkinen      | Résumé |
| 666 | 1er avril    | Grand Prix du Brésil          | Interlagos        | David Coulthard    | McLaren-Mercedes | Michael Schumacher | Ralf Schumacher    | Résumé |
| 667 | 15 avril     | Grand Prix de Saint-Marin     | Imola             | Ralf Schumacher    | Williams-BMW     | David Coulthard    | Ralf Schumacher    | Résumé |
| 668 | 29 avril     | Grand Prix du Espagne         | Barcelone         | Michael Schumacher | Ferrari          | Michael Schumacher | Michael Schumacher | Résumé |
| 669 | 13 mai       | Grand Prix d'Autriche         | A1-Ring           | David Coulthard    | McLaren-Mercedes | Michael Schumacher | David Coulthard    | Résumé |
| 670 | 27 mai       | Grand Prix de Monaco          | Monaco            | Michael Schumacher | Ferrari          | David Coulthard    | David Coulthard    | Résumé |
| 671 | 10 juin      | Grand Prix du Canada          | Montréal          | Ralf Schumacher    | Williams-BMW     | Michael Schumacher | Ralf Schumacher    | Résumé |
| 672 | 24 juin      | Grand Prix d'Europe           | Nürburgring       | Michael Schumacher | Ferrari          | Michael Schumacher | Juan Pablo Montoya | Résumé |
| 673 | 1er juillet  | Grand Prix de France          | Magny-Cours       | Michael Schumacher | Ferrari          | Ralf Schumacher    | David Coulthard    | Résumé |
| 674 | 15 juillet   | Grand Prix de Grande-Bretagne | Silverstone       | Mika Häkkinen      | McLaren-Mercedes | Michael Schumacher | Mika Häkkinen      | Résumé |
| 675 | 29 juillet   | Grand Prix d'Allemagne        | Hockenheim        | Ralf Schumacher    | Williams-BMW     | Juan Pablo Montoya | Juan Pablo Montoya | Résumé |
| 676 | 19 août      | Grand Prix de Hongrie         | Budapest          | Michael Schumacher | Ferrari          | Michael Schumacher | Mika Häkkinen      | Résumé |
| 677 | 2 septembre  | Grand Prix de Belgique        | Spa-Francorchamps | Michael Schumacher | Ferrari          | Juan Pablo Montoya | Michael Schumacher | Résumé |
| 678 | 16 septembre | Grand Prix d'Italie           | Monza             | Juan Pablo Montoya | Williams-BMW     | Juan Pablo Montoya | Ralf Schumacher    | Résumé |
| 679 | 30 septembre | Grand Prix des États-Unis     | Indianapolis      | Mika Häkkinen      | McLaren-Mercedes | Michael Schumacher | Juan Pablo Montoya | Résumé |
| 680 | 14 octobre   | Grand Prix du Japon           | Suzuka            | Michael Schumacher | Ferrari          | Michael Schumacher | Ralf Schumacher    | Résumé |

## Classement des pilotes
| Classement | Pilote                | Points | AUS | MAL | BRA | SMA | ESP | AUT | MON | CAN | EUR | FRA | GBR | ALL | HUN | BEL | ITA | USA | JAP |
| ---------- | --------------------- | ------ | --- | --- | --- | --- | --- | --- | --- | --- | --- | --- | --- | --- | --- | --- | --- | --- | --- |
| Champion   | Michael Schumacher    | 123    | 10  | 10  | 6   | -   | 10  | 6   | 10  | 6   | 10  | 10  | 6   | -   | 10  | 10  | 3   | 6   | 10  |
| 2e         | David Coulthard       | 65     | 6   | 4   | 10  | 6   | 2   | 10  | 2   | -   | 4   | 3   | -   | -   | 4   | 6   | -   | 4   | 4   |
| 3e         | Rubens Barrichello    | 56     | 4   | 6   | -   | 4   | -   | 4   | 6   | -   | 2   | 4   | 4   | 6   | 6   | 2   | 6   | -   | 2   |
| 4e         | Ralf Schumacher       | 49     | -   | 2   | -   | 10  | -   | -   | -   | 10  | 3   | 6   | -   | 10  | 3   | -   | 4   | -   | 1   |
| 5e         | Mika Häkkinen         | 37     | -   | 1   | -   | 3   | -   | -   | -   | 4   | 1   | -   | 10  | -   | 2   | 3   | -   | 10  | 3   |
| 6e         | Juan Pablo Montoya    | 31     | -   | -   | -   | -   | 6   | -   | -   | -   | 6   | -   | 3   | -   | -   | -   | 10  | -   | 6   |
| 7e         | Jacques Villeneuve    | 12     | -   | -   | -   | -   | 4   | -   | 3   | -   | -   | -   | -   | 4   | -   | -   | 1   | -   | -   |
| 8e         | Nick Heidfeld         | 12     | 3   | -   | 4   | -   | 1   | -   | -   | -   | -   | 1   | 1   | -   | 1   | -   | -   | 1   | -   |
| 9e         | Jarno Trulli          | 12     | -   | -   | 2   | 2   | 3   | -   | -   | -   | -   | 2   | -   | -   | -   | -   | -   | 3   | -   |
| 10e        | Kimi Räikkönen        | 9      | 1   | -   | -   | -   | -   | 3   | -   | 3   | -   | -   | 2   | -   | -   | -   | -   | -   | -   |
| 11e        | Giancarlo Fisichella  | 8      | -   | -   | 1   | -   | -   | -   | -   | -   | -   | -   | -   | 3   | -   | 4   | -   | -   | -   |
| 12e        | Eddie Irvine          | 6      | -   | -   | -   | -   | -   | -   | 4   | -   | -   | -   | -   | -   | -   | -   | -   | 2   | -   |
| 13e        | Heinz-Harald Frentzen | 6      | 2   | 3   | -   | 1   | -   | -   | -   | -   | -   | -   | -   |     | -   | -   | -   | -   | -   |
| 14e        | Olivier Panis         | 5      | -   | -   | 3   | -   | -   | 2   | -   | -   | -   | -   | -   | -   | -   | -   | -   | -   | -   |
| 15e        | Jean Alesi            | 5      | -   | -   | -   | -   | -   | -   | 1   | 2   | -   | -   | -   | 1   | -   | 1   | -   | -   | -   |
| 16e        | Pedro de la Rosa      | 3      |     |     |     |     | -   | -   | -   | 1   | -   | -   | -   | -   | -   | -   | 2   | -   | -   |
| 17e        | Jenson Button         | 2      | -   | -   | -   | -   | -   | -   | -   | -   | -   | -   | -   | 2   | -   | -   | -   | -   | -   |
| 18e        | Jos Verstappen        | 1      | -   | -   | -   | -   | -   | 1   | -   | -   | -   | -   | -   | -   | -   | -   | -   | -   | -   |
| 19e        | Ricardo Zonta         | 0      |     |     |     |     |     |     |     | -   |     |     |     | -   |     |     |     |     |     |
| 20e        | Luciano Burti         | 0      | -   | -   | -   | -   | -   | -   | -   | -   | -   | -   | -   | -   | -   | -   |     |     |     |
| 21e        | Enrique Bernoldi      | 0      | -   | -   | -   | -   | -   | -   | -   | -   | -   | -   | -   | -   | -   | -   | -   | -   | -   |
| 22e        | Tarso Marques         | 0      | -   | -   | -   | -   | -   | -   | -   | -   | -   | -   | -   | -   | -   | -   |     |     |     |
| 23e        | Fernando Alonso       | 0      | -   | -   | -   | -   | -   | -   | -   | -   | -   | -   | -   | -   | -   | -   | -   | -   | -   |
| 24e        | Tomas Enge            | 0      |     |     |     |     |     |     |     |     |     |     |     |     |     |     | -   | -   | -   |
| 25e        | Gaston Mazzacane      | 0      | -   | -   | -   | -   |     |     |     |     |     |     |     |     |     |     |     |     |     |
| 26e        | Alex Yoong            | 0      |     |     |     |     |     |     |     |     |     |     |     |     |     |     | -   | -   | -   |

## Classement des constructeurs
| Classement | Écurie           | Points | AUS | MAL | BRA | SMA | ESP | AUT | MON | CAN | EUR | FRA | GBR | ALL | HUN | BEL | ITA | USA | JAP |
| ---------- | ---------------- | ------ | --- | --- | --- | --- | --- | --- | --- | --- | --- | --- | --- | --- | --- | --- | --- | --- | --- |
| Champion   | Ferrari          | 179    | 14  | 16  | 6   | 4   | 10  | 10  | 16  | 6   | 12  | 14  | 10  | 6   | 16  | 12  | 9   | 6   | 12  |
| 2e         | McLaren-Mercedes | 102    | 6   | 5   | 10  | 9   | 2   | 10  | 2   | 4   | 5   | 3   | 10  | -   | 6   | 9   | -   | 14  | 7   |
| 3e         | Williams-BMW     | 80     | -   | 2   | -   | 10  | 6   | -   | -   | 10  | 9   | 6   | 3   | 10  | 3   | -   | 14  | -   | 7   |
| 4e         | Sauber-Petronas  | 21     | 4   | -   | 4   | -   | 1   | 3   | -   | 3   | -   | 1   | 3   | -   | 1   | -   | -   | 1   | -   |
| 5e         | Jordan-Honda     | 19     | 2   | 3   | 2   | 3   | 3   | -   | -   | -   | -   | 2   | -   | -   | -   | 1   | -   | 3   | -   |
| 6e         | BAR-Honda        | 17     | -   | -   | 3   | -   | 4   | 2   | 3   | -   | -   | -   | -   | 4   | -   | -   | 1   | -   | -   |
| 7e         | Benetton-Renault | 10     | -   | -   | 1   | -   | -   | -   | -   | -   | -   | -   | -   | 5   | -   | 4   | -   | -   | -   |
| 8e         | Jaguar-Cosworth  | 9      | -   | -   | -   | -   | -   | -   | 4   | 1   | -   | -   | -   | -   | -   | -   | 2   | 2   | -   |
| 9e         | Prost-Acer       | 4      | -   | -   | -   | -   | -   | -   | 1   | 2   | -   | -   | -   | 1   | -   | -   | -   | -   | -   |
| 10e        | Arrows-Asiatech  | 1      | -   | -   | -   | -   | -   | 1   | -   | -   | -   | -   | -   | -   | -   | -   | -   | -   | -   |
| 11e        | Minardi-European | 0      | -   | -   | -   | -   | -   | -   | -   | -   | -   | -   | -   | -   | -   | -   | -   | -   | -   |